# Héctor Elizondo
Pour les articles homonymes, voir Elizondo.
Héctor Elizondo est un acteur, réalisateur et producteur américain né le 22 décembre 1936 à New York, État de New York (États-Unis), principalement connu pour avoir incarné le Dr Phillip Watters dans la série La Vie à tout prix (Chicago Hope) et avoir fréquemment travaillé avec le réalisateur Garry Marshall sur plus d'une dizaine de films.

## Biographie
Héctor Elizondo est né à New York, fils de Carmen Medina Reyes et Martín Echevarría Elizondo, un comptable notoire. Son grand-père paternel était un basque d'Espagne, et ses grands-parents maternels natifs des Iles Canaries. Ses parents sont partis de Puerto Rico pour les États-Unis avec l'espérance de trouver une meilleure vie.
Il a grandi à Manhattan et démontre dès son plus jeune âge des talents pour la musique et le sport. Après avoir été diplômé de la Jr. High School en 1950, il rentre à Fiorello H. LaGuardia High School of Music & Art and Performing Arts, une école artistique publique. Il s'inscrit également en 1954 à la City College of New York dans l'intention de devenir professeur d'histoire, mais il devient père la première année et décide d'abandonner ses études pour se consacrer à sa famille. Il divorcera cependant quelques années plus tard.
De 1962 à 1963, il étudie la danse au Ballet Art Company de Carnegie Hall. Il apparaît ensuite dans plusieurs comédies musicales du off-Broadway. En 1974, il interprète au cinéma Joe Welcome, un mafieux dans Les Pirates du métro de Joseph Sargent.
À partir des années 1980, il devient ami avec le réalisateur Garry Marshall qui était impressionné par son talent. Il est apparu dans une grande partie de ses films : Pretty Woman en 1990, Just married (ou presque) en 1999, Princesse malgré elle en 2001, Un mariage de princesse et Fashion Maman en 2004, Valentine's Day en 2010 ou encore Happy New Year en 2011…
À la télévision, il est connu pour ses rôles du Dr Phillip Watters dans la série Chicago Hope: La Vie à tout prix et du Dr Neven Bell dans la série Monk. Héctor Elizondo remplace l'acteur Stanley Kamel, décédé le 8 avril 2008 qui interprétait l'ancien psychiatre d'Adrian Monk.
Depuis 2011, il fait partie du casting de la série C'est moi le chef ! diffusée sur ABC.
L'acteur est marié depuis 1969 avec l'actrice, photographe et éditrice Carolee Campbell. Précédemment il fut marié deux fois.

## Filmographie

### Comme acteur

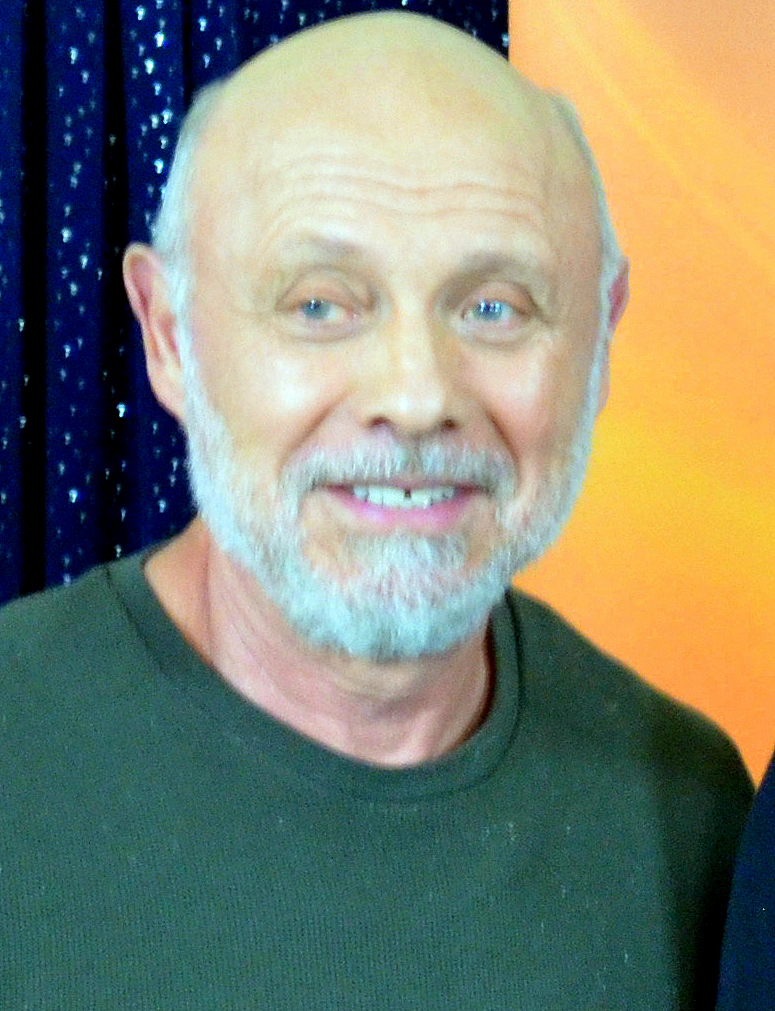
Héctor Elizondo durant le tournage de C'est moi le chef ! en 2012.

- 1956 : The Edge of Night (série télévisée) : Dimitri (1967)
- 1963 : The Fat Black Pussycat de Harold Lea
- 1969 : The Vixens de Harvey Cort : Inspector
- 1970 : Le Propriétaire (The Landlord) de Hal Ashby : Hector
- 1971 : Valdez (Valdez Is Coming) d'Edwin Sherin (en) : Mexican Rider
- 1971 : The Impatient Heart (TV) : Mr. Hernandez
- 1971 : Né pour vaincre (Born to Win) d'Ivan Passer : Vivian
- 1972 : Deadhead Miles (en), de Vernon Zimmerman : Bad Character
- 1972 : Les Indésirables (Pocket Money) de Stuart Rosenberg : Juan
- 1972 : Stand Up and Be Counted (en) de Jackie Cooper : Lou Kellerman
- 1973 : Kojak (série télévisée) - Saison 1, épisode 2 (Web of Death) : Detective Nick Ferro
- 1974 : Les Pirates du métro (The Taking of Pelham One Two Three) de Joseph Sargent : Monsieur Gris - Joe Welcome
- 1975 : Rapport confidentiel (Report to the Commissioner) de Milton Katselas : Captain D'Angelo
- 1975 : Columbo : Immunité diplomatique (A Case of Immunity) (série télévisée) : Hassan Salah
- 1976 : Popi (en) (série télévisée) : Abraham Rodriguez
- 1976 : Wanted: The Sundance Woman (TV) : Pancho Villa
- 1977 : Thieves de John Berry
- 1978 : The Dain Curse (feuilleton TV) : Ben Feeney
- 1979 : Cuba de Richard Lester : Capt. Raphael Ramirez
- 1980 : Diary of the Dead (en) : Stan
- 1980 : American Gigolo de Paul Schrader : Detective Sunday
- 1980 : Les Anges gardiens (Freebie and the Bean) (série télévisée) : Det. Sgt. Dan 'Bean' Delgado
- 1981 : Fanatique (The Fan) d'Ed Bianchi (en) : Police Inspector Raphael Andrews
- 1982 : Medal of Honor Rag (TV)
- 1982 : Docteurs in love (Young Doctors in Love) de Garry Marshall : Angelo / Angela Bonafetti
- 1982 : Honeyboy (TV) : Emilio Ramírez
- 1983 : Feel the Heat (série télévisée) : Monkey Moreno
- 1983 : Le pénitencier de l'enfer (en) (Women of San Quentin) (TV) : Capt. Mike Reyes
- 1984 : Le Kid de la plage (The Flamingo Kid) de Garry Marshall : Arthur Willis
- 1985 : Coups de soleil (Private Resort) de George Bowers : The Maestro
- 1985 : Murder: By Reason of Insanity (es) (TV) : Ben Haggarty
- 1985 : Un tueur dans New York (en) (Out of the Darkness) de Jud Taylor (TV) : Father George
- 1985 : Foley Square (série télévisée) : Jesse Steinberg
- 1986 : Rien en commun (Nothing in Common) de Garry Marshall : Charlie Gargas
- 1986 : Seule contre la drogue (Courage) (TV) : Nick Miraldo
- 1987 : Tales from the Hollywood Hills: Natica Jackson (TV) : Morris King
- 1987 : Un couple à la mer (Overboard) : Garbage Scow Skipper
- 1987 : Down and Out in Beverly Hills (série télévisée) (en) : Dave Whiteman (1987)
- 1988 : Astronomy (court-métrage)
- 1988 : Addicted to His Love (TV) : Det. Currigan
- 1988 : Au fil de la vie (Beaches) : Judge
- 1989 : Your Mother Wears Combat Boots (en) (TV) : Sergeant Burke
- 1989 : Kojak: Ariana (TV) : Edson Saunders
- 1989 : Leviathan de George Pan Cosmatos : G. P. Cobb
- 1990 : Le Prix de la passion (Sparks: The Price of Passion) (TV) : Vic Ramos
- 1990 : Pretty Woman de Garry Marshall : Barney Thompson
- 1990 : Filofax (Taking Care of Business) d'Arthur Hiller : Warden Toolman
- 1990 : Capitaine Planète (Captain Planet and the Planeteers) (série télévisée) : Bard, High Priest, Ron (voix)
- 1990 : Dark Avenger (TV) : Captain David Strauss
- 1990 : Forgotten Prisoners: The Amnesty Files (TV) : Hasan Demir
- 1991 : Le Tourbillon noir (The Pirates of Dark Water) (série télévisée) : Ioz (I) (voix)
- 1991 : Final Approach (en) : Dr Dio Gottlieb
- 1991 : Réclusion à mort (Chains of Gold) (TV) : lieutenant Ortega
- 1991 : Finding the Way Home (TV) : Rubén
- 1991 : Necessary Roughness (en) de Stan Dragoti : Coach Ed Gennero
- 1991 : Frankie et Johnny (Frankie and Johnny) de Garry Marshall : Nick
- 1992 : Amazing Stories: Book Three (vidéo) : Meadows (segment Life on Death Row)
- 1992 : The Burden of Proof (en) (TV) : Alejandro 'Sandy' Stern
- 1992 : Fish Police (série télévisée) : Calamari (voix)
- 1992 : Mrs. Cage (TV) : Lt. Angel
- 1992 : There Goes the Neighborhood de Bill Phillips : Norman Rutledge
- 1992 : Samantha (en) : Walter
- 1993 : Le Secret du bonheur (Being Human) : Dom Paulo
- 1993 : Les Contes de la crypte (Tales from the Crypt) : Leo Burns (saison 5, épisode 2 « Qui sème le vent »)
- 1993 : Jonny's Golden Quest (en) (TV) (voix)
- 1994 : Backstreet Justice de Chris McIntyre : Steve Donovan
- 1994 : Le Flic de Beverly Hills 3 (Beverly Hills Cop III) de John Landis : Jon Flint
- 1994 : Rends la monnaie, papa (Getting Even with Dad) de Howard Deutch : Lt. Romayko
- 1994 : Aladdin (série télévisée) : Malcho (voix)
- 1994 : Exit to Eden de Garry Marshall : Dr Martin Halifax
- 1994 - 2000: Chicago Hope: La Vie à tout prix (série télévisée) : Dr Phillip Watters
- 1995 : Un alibi parfait (Perfect Alibi) de Kevin Meyer (en) : Det. Ryker
- 1995 : Jonny Quest vs. the Cyber Insects (en) (TV) : Attacama (voix)
- 1996 : Escroc malgré lui (Dear God) de Garry Marshall : Vladek Vidov
- 1997 : Turbulences à 30 000 pieds (Turbulence) de Robert Butler : Lt. Aldo Hines
- 1997 : World's Most Daring Rescues (TV) : Narrator
- 1997 : Deux Cœurs à louer (Borrowed Hearts) (TV) : Javier del Campo
- 1998 : Lieu sûr (en) (Safe House) de Eric Steven Stahl (en) : Dr Simon
- 1999 : L'Autre Sœur (The Other Sister) de Garry Marshall : Ernie the Manservant
- 1999 : Entropy de Phil Joanou : The Chairman
- 1999 : Just Married (ou presque) (Runaway Bride) de Garry Marshall : Fisher
- 2000 : Morceaux choisis (Picking Up the Pieces)
- 2001 : Kate Brasher (en) (série télévisée) : Joe Almeida
- 2001 : Tortilla Soup de María Ripoll (en) : Martín Naranjo
- 2001 : Princesse malgré elle (The Princess Diaries) de Garry Marshall : Joe
- 2001 : 5th Annual Prism Awards (TV) : Presenter
- 2001 : How High de Jesse Dylan : Bill the Crew Coach
- 2002 : Fidel (TV) : Eddie Chibas
- 2003 : The Dating Experiment (série télévisée) : narrateur
- 2003 : Batman : La Mystérieuse Batwoman (Batman: Mystery of the Batwoman) (vidéo) : Bane (voix)
- 2004 : Century City (série télévisée) : Martin Constable
- 2004 : Fashion Maman (Raising Helen) : Mickey Massey
- 2004 : Un mariage de princesse (The Princess Diaries 2: Royal Engagement) de Garry Marshall : Joe
- 2006 : La Prophétie des Andes (The Celestine Prophecy) d'Armand Mastroianni : cardinal Sebastian
- 2007 : Voyeurs.com (I-See-You-Com) (TV) : Rishwain
- 2007 : Music Within (en) de Steven Sawalich : Ben Padrow
- 2007 : Mère-fille, mode d'emploi (Georgia Rule) de Garry Marshall : Izzy
- 2007 à 2013 : Grey's Anatomy (série télévisée) : Carlos Torres
- 2008 à 2010 : Monk (série télévisée) : Dr Neven Bell
- 2010 : Valentine's Day de Garry Marshall : Edgar Paddington
- 2011 : Happy New Year (New Year's Eve) de Garry Marshall : Kominsky
- 2011-2021 : C'est moi le chef ! (Last Man Standing) (série TV) : Ed Alzate
- 2013 : La Légende de Korra (TV) : Wan Shi Tong (voix)
- 2016 : Joyeuse fête des mères (Mother's Day) : Lance Wallace
- 2017 : Lego Batman, le film de Chris McKay : James Gordon
- 2021 : Music de Sia
- 2023 : Star Wars: The Bad Batch : Romar Adell (voix)
- 2023 : Monk, le retour (3 épisodes) : Dr Neven Bell

### Comme réalisateur
- 1984 : a.k.a. Pablo (en) (série TV)
- 1994 : La Vie à tout prix ("Chicago Hope") (série TV)

### Comme producteur
- 2005 : Voyeurs.com

### Clips vidéo
- 2020 : Together (en) (feat. Sia)

## Distinctions

### Récompenses
- Primetime Emmy Awards 1997 : Meilleur acteur dans un second rôle dans une série télévisée dramatique pour Chicago Hope: La Vie à tout prix (1994-2000).

### Nominations
- Primetime Emmy Awards 1995 : Meilleur acteur dans un second rôle dans une série télévisée dramatique pour Chicago Hope: La Vie à tout prix (1994-2000).
- Primetime Emmy Awards 1996 : Meilleur acteur dans un second rôle dans une série télévisée dramatique pour Chicago Hope: La Vie à tout prix (1994-2000).
- Primetime Emmy Awards 1998 : Meilleur acteur dans un second rôle dans une mini-série ou un téléfilm pour

## Voix françaises
| - Jean-Pierre Leroux dans : - Pretty Woman - Just Married (ou presque) - Mère-fille, mode d'emploi - Valentine's Day - Happy New Year - À la Maison-Blanche (série télévisée) - FBI : Portés disparus (série télévisée) - François Jaubert dans (les séries télévisées) : - Chicago Hope: La Vie à tout prix - Cane - Grey's Anatomy - Monk - C'est moi le chef ! (1re voix) - Jean-François Aupied dans : - Princesse malgré elle - Un mariage de princesse - Jean Barney dans : - C'est moi le chef ! (série télévisée, 2e voix) - Monk, le retour | Et aussi - Marc François dans Les Pirates du métro - Francis Lax dans Columbo : Immunité diplomatique (téléfilm) - Jacques Richard dans American Gigolo - Mario Santini dans Fanatique - Marc de Georgi dans Le Kid de la plage - Robert Darmel dans Léviathan - Med Hondo dans Les Contes de la crypte (série télévisée) - Patrick Floersheim dans Le Flic de Beverly Hills 3 - Michel Tugot-Doris dans Escroc malgré lui - Pierre Dourlens dans Fashion Maman - Michel Voletti dans Century City (série télévisée) - Féodor Atkine dans L'Amour aux temps du choléra - Bernard Tiphaine dans Joyeuse fête des mères - Gabriel Le Doze dans Music - Hervé Bellon dans Star Wars: The Bad Batch |